# Waldhölzbach
Waldhölzbach ist ein Ortsteil der Gemeinde Losheim am See im Landkreis Merzig-Wadern (Saarland).

## Lage
Der Ortsteil liegt ca. 6 km nordöstlich vom Ortsteil Losheim. Der Name des Ortes entstammt dem ihn durchfließenden Hölzbach und der Nähe des Waldes.

## Geschichte
Waldhölzbach wurde erstmals etwa um das Jahr 1050 urkundlich in einem Güterverzeichnis der Abtei Mettlach erwähnt. Historische Funde deuten darauf hin, dass der Ort etwa Mitte des 8. Jahrhunderts entstanden ist.
Am 1. Januar 1974 wurde die bis dahin eigenständige Gemeinde Waldhölzbach in die Gemeinde Losheim eingegliedert.
Der Ortsteil ist ein seit Jahren anerkannter Erholungsort. 1977 errang Waldhölzbach die Goldmedaille des Bundeswettbewerbs Unser Dorf soll schöner werden. Das Mehrzweckgebäude in der Ortsmitte wurde 1987 fertiggestellt. Es dient auch gleichzeitig als Feuerwehrhaus. In der Nähe befinden sich eine Kneipp-Anlage inmitten eines Waldgebietes, ein Musikpavillon, ein nahegelegener Wildpark und der Aussichtspunkt Schau ins Land. Der deutsche Architekt Hanns Schönecker erbaute hier in den Jahren 1963 und 1964 eine Kirche. Die 84 Kilometer lange Ferienstraße Eichenlaubstraße verläuft über Waldhölzbach.

## Persönlichkeiten
- Joseph Antz (1880–1960), deutscher Pädagoge